# Balčik
Balčik (búlgaro: Балчик) é uma cidade da Bulgária, localizada no distrito de Dobrich. A sua população era de 12.196 habitantes segundo o censo de 2010.

## População
| Balčik | Balčik | Balčik | Balčik | Balčik | Balčik | Balčik | Balčik | Balčik | Balčik | Balčik | Balčik | Balčik | Balčik | Balčik | Balčik | Balčik | Balčik | Balčik | Balčik |
| --- | ------ | ------ | ------ | ------ | ------ | ------ | ------ | ------ | ------ | ------ | ------ | ------ | ------ | ------ | ------ | ------ | ------ | ------ | ------ |
| Ano | 1887   | 1910   | 1934   | 1946   | 1956   | 1965   | 1975   | 1985   | 1992   | 2001   | 2002   | 2003   | 2004   | 2005   | 2006   | 2007   | 2008   | 2009   | 2010   |
| População |        |        |        | 6,131  | 8,006  | 8,711  | 11,062 | 12,752 | 12,235 | 12,509 | 12,448 | 12,426 | 12,348 | 12,349 | 12,291 | 12,322 | 12,270 | 12,278 | 12,196 |
| Fontes: Instituto Nacional de Estatísticas, „citypopulation.de“, „pop-stat.mashke.org“, Bulgarian Academy of Sciences |        |        |        |        |        |        |        |        |        |        |        |        |        |        |        |        |        |        |        |